# Ipari Termékosztályozás
Az Ipari Termékosztályozás (rövidítve: ITO) termékeket és szolgáltatásokat tartalmazó, hierarchikus statisztikai osztályozás. Az Eurostat által kiadott PRODCOM jegyzék hazai sajátosságokkal kiegészített változata. Az ITO jegyzéket alkalmazzák az ipari termékek és szolgáltatások gazdasági megfigyelésére.

## Struktúrája
A 12 jegyű ITO kód felépítése:
- az első négy számjegy megegyezik a tevékenységek egységes ágazati osztályi rendszerével (TEÁOR’08)
- az első hat számjegy megegyezik a termékek és szolgáltatások osztályozási rendszerével (TESZOR)
- a 7-8. számjegy megfelel a PRODCOM szerinti kódnak, „HU” forrású sorok esetében a KSH által képzett kód
- a 9. számjegy minden kód esetében „0”
- a 10-12. számjegy a mértékegységet jelöli.

## Az osztályozás története
Az osztályozás elődje a Belföldi Termékosztályozás (BTO) volt, amely a régi TEÁOR'03-on alapult, és 2007. december 31-éig volt hatályban.
A BTO azaz Belföldi Termékosztályozás magyarországi statisztikai adatgyűjtésekhez használatos kódrendszer volt, amelyet a 9006/1995. KSH-közlemény vezetett be. Az alkalmazása 1996. január 1-jétől volt kötelező. Bevezetése előtt külön kódjegyzék volt érvényben az ipari termékekre (ITJ), mezőgazdasági termékekre (MeTJ), illetve építményekre (ÉJ). 
A BTO az Európai Unióban használatos osztályozással összehangolt csoportosítási rendszer a belföldön gyártott, illetve importból belföldön forgalomba került ipari, mezőgazdasági, erdészeti és halászati termékekre (nyersanyagok, félkész- és késztermékek).
Kódszámrendszerének első négy számjegye megegyezett az Európai Unió tevékenységosztályozás (NACE Rev. 1.) megfelelő szakágazati kódszámaival. Az ötödik, hatodik pozíciók megegyeztek az EU tevékenységek szerinti termékosztályozása (CPA) megfelelő kódszámaival. A hetedik-tizedik pozíció tartalmazta a konkrét meghatározásokat. Ezek az EU egységes iparstatisztikai termékjegyzékére (PRODCOM) épültek, aminek alapja a Harmonizált Áruleíró Kódrendszer (HS), illetve a Kombinált Nomenklatúra (CN). 
A BTO használata kizárólag a statisztika körére korlátozódott, mivel az adótörvények (különösen az áfatörvény) a különböző kedvezményeket, illetve mentességeket 1996 után is a korábbi kódjegyzékekhez kötötték.

2008. január 1-je óta van hatályban az ITO, amely a TEÁOR'08, TESZOR'08 és PRODCOM Jegyzék alapján került kidolgozásra. Az ITO minden évben aktualizálásra kerül, a PRODCOM Jegyzék változásának megfelelően. 2016. január 1-jétől az ITO alapja 6 számjegyen a TESZOR’15 (korábban SZJ’03).

## Az ITO-ra vonatkozó jogszabályok
- A Miniszterelnökséget vezető miniszter 6/2018. (III.12.) MvM rendelete az Ipari Termékosztályozás (ITO) bevezetéséről és alkalmazásáról szóló 16/2011. (V. 10.) KIM rendelet módosításáról
- A Bizottság (EU) 2017/2119 rendelete (2017. november 22.) a 3924/91/EGK tanácsi rendeletben meghatározott, ipari termékekre vonatkozó Prodcom-lista megállapításáról
- A Bizottság 912/2004/EK rendelete (2004. április 29.) az ipari termelés közösségi felmérésének létrehozásáról szóló 3924/91/EGK tanácsi rendelet végrehajtásáról
- A Bizottság 1209/2014/EU rendelete (2014. október 29.) a termékek tevékenység szerinti, új statisztikai osztályozásáról (CPA, magyarul: TESZOR) és a 3696/93/EGK tanácsi rendelet hatályon kívül helyezéséről szóló 451/2008/EK európai parlamenti és tanácsi rendelet módosításáról
- Az Európai Parlament és a Tanács 451/2008/EK rendelete (2008. április 23.) a termékek tevékenység szerinti, új statisztikai osztályozásáról (CPA, magyarul: TESZOR) és a 3696/93/EGK tanácsi rendelet hatályon kívül helyezéséről
- Az Európai Parlament és a Tanács 1893/2006/EK rendelete (2006. december 20.) a gazdasági tevékenységek statisztikai osztályozása NACE Rev. 2. rendszerének létrehozásáról és a 3037/90/EGK tanácsi rendelet, valamint egyes meghatározott statisztikai területekre vonatkozó EK-rendeletek módosításáról
- 16/2011. (V. 10.) KIM rendelet az Ipari Termékosztályozás (ITO) bevezetéséről és alkalmazásáról
- A Bizottság (EU) 2017/2119 rendelete (2017. november 22.) a 3924/91/EGK tanácsi rendeletben meghatározott, ipari termékekre vonatkozó Prodcom-lista megállapításáról
- A Tanács 3924/91/EGK Rendelete (1991. december 19.) az ipari termelés közösségi felmérésének létrehozásáról
- A Bizottság 1209/2014/EU RENDELETE (2014. október 29.) a termékek tevékenység szerinti, új statisztikai osztályozásáról (CPA, magyarul: TESZOR) és a 3696/93/EGK tanácsi rendelet hatályon kívül helyezéséről szóló 451/2008/EK európai parlamenti és tanácsi rendelet módosításáról
- Az Európai Parlament és a Tanács 451/2008/EK rendelete (2008. április 23.) a termékek tevékenység szerinti, új statisztikai osztályozásáról (CPA, magyarul: TESZOR) és a 3696/93/EGK tanácsi rendelet hatályon kívül helyezéséről
- Az Európai Parlament és a Tanács 1893/2006/EK rendelete (2006. december 20.) a gazdasági tevékenységek statisztikai osztályozása NACE Rev. 2. rendszerének létrehozásáról és a 3037/90/EGK tanácsi rendelet, valamint egyes meghatározott statisztikai területekre vonatkozó EK-rendeletek módosításáról